# Mecosaspis chrysogaster
Mecosaspis chrysogaster är en skalbaggsart som först beskrevs av Bates 1879.  Mecosaspis chrysogaster ingår i släktet Mecosaspis och familjen långhorningar.
Artens utbredningsområde är Gabon. Inga underarter finns listade i Catalogue of Life.